# Институт философии СПбГУ
Институ́т филосо́фии (до 2013 — философский факультет) Санкт-Петербургского государственного университета — один из крупнейших в России учебных центров по подготовке специалистов в области философии. Факультет расположен в правом крыле здания Новобиржевого гостиного двора, входящего в ансамбль Стрелки Васильевского острова.

## Предыстория
Философский факультет был в числе трёх первых факультетов, существовавших в образованном Петром I университете при Академии наук.
После создания (воссоздания) в 1819 году Императорского Санкт-Петербургского университета на основе Главного педагогического института на базе соответствующего отделения института был образован философско-юридический факультет. В 1835 году произошла реорганизация университета, включавшая разделение на два факультета — философский и юридический. Философский факультет в свою очередь распадался на два отделения — I (включавшее в себя гуманитарные науки, в том числе кафедру философии) и II (точные и естественные науки). В 1849—1850 годах в условиях политической реакции философский факультет был реорганизован (созданы историко-филологический и физико-математический факультеты), а кафедра философии упразднена. Воссоздание кафедры философии (в рамках историко-филологического факультета) произошло только в 1863 году с введением в действие нового университетского устава. В ходе реорганизаций университетской структуры в раннее советское время философия была отнесена к факультету общественных наук (1919), в 1920-е годы представители старой школы подвергались репрессиям, в том числе высылке (философский пароход), а система преподавания философских наук в университете была практически свёрнута.

## История

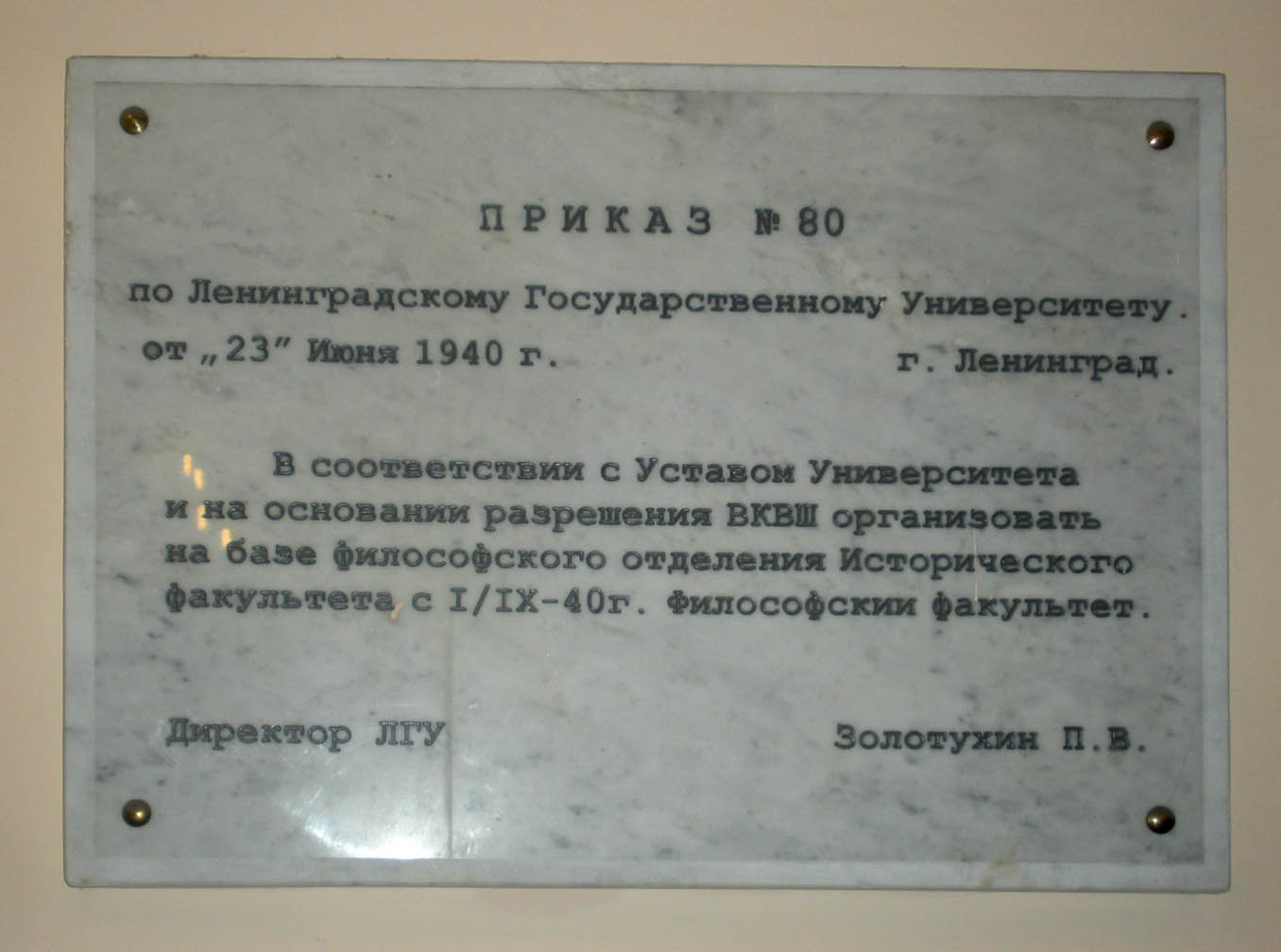
Памятная доска об учреждении факультета

В 1939 году решением ЦК ВКП(б) на базе философского отделения кафедры диалектического и исторического материализма исторического факультета ЛГУ было создано философское отделение. 23 июня 1940 года приказом директора ЛГУ П. В. Золотухина № 80 в соответствии с Уставом университета и на основании разрешения Всесоюзного комитета по высшей школе (ВКВШ) на базе философского отделения исторического факультета с 1 сентября был создан философский факультет. Основной целью выделения кафедры в отдельный факультет была необходимость углублённой подготовки преподавательских кадров для вузов и средних учебных заведений страны.
К началу Великой Отечественной войны на факультете работало три кафедры: кафедра диалектического и исторического материализма, кафедра истории философии и кафедра педагогики. В годы войны факультет был эвакуирован в Саратов. В 1944 году, когда деканом был М. В. Серебряков, к ним прибавилась кафедра психологии, а в 1947 году — кафедра логики, таким образом число кафедр достигло пяти. В 1949 году Серебрякова сместили в связи с ленинградским делом, была произведена «чистка» профессорско-преподавательского состава. Новый декан Д. М. Михайлин характеризовался современниками как «личность психопатологическая».
В 1951—1960 годах факультет возглавлял В. П. Тугаринов, при котором наступило некоторое возрождение или «оттепель». Формировалась ленинградская онтологическая школа («марксистский экзистенциализм»), появилась кафедра этики и эстетики. Однако Тугаринову испортил репутацию сексуальный скандал, из-за которого его сместили с должности декана.
При следующем декане В. П. Рожине (1961—1970) было уже семь кафедр: истории философии, диалектического и исторического материализма для естественных факультетов, диалектического и исторического материализма для гуманитарных факультетов, логики, психологии, этики и эстетики, педагогики. В это время на факультете обострилась клановая борьба между «полковниками» и их оппонентами «евреями». С этой борьбой связывается уход с факультета И. С. Кона (1967) и М. А. Кисселя (хотя по воспоминаниям Г. Л. Тульчинского, тот отправился в Москву ради карьерного роста). В. И. Кобзарь также констатирует наличие ожесточённой борьбы на факультете, называя противников «консерваторами» и «новаторами». Г. Л. Тульчинский признаёт наличие антисемитских настроений, но приписывает их одному В. А. Светлову. Одной стороной конфликта был В. И. Свидерский, а другой — группа В. Я. Ельмеева, А. К. Белых, А. А. Галактионова (оставил факультет в 1979), П. Ф. Никандрова (оставил факультет в 1974). В 1966 году отделение психологии философского факультет стало самостоятельным факультетом психологии.
В 1989 году с началом перестройки и первым в истории избранием декана Ю. Н. Солонина на факультете были произведены реформы. Подверглись расформированию (или переименованию) как не отвечающие «духу времени» кафедры и появились новые, такие как кафедра политологии, кафедра социальной философии, истории русской философии, истории и философии религии, философии науки и техники, онтологии и теории познания, философской антропологии, философии культуры и культурологии, кафедра политических институтов и прикладных политических исследований, кафедра социально-политических реформ России.
С 2001 года заслуженным учёным факультета присуждается звание «Почётный профессор СПбГУ». На данный момент его удостоены: д.филос.н. М. С. Каган (2001), д.филос.н. В. П. Бранский (2004), д.филос.н. Я. А. Слинин (2005), д.филос.н. В. Г. Марахов (2008), д.филос.н. Ю. В. Перов (2009) и д.филос.н. Б. В. Марков (2015).
В 2006 году философский факультет был переименован в факультет философии и политологии. Во время реорганизации упразднилась существовавшая с 1970 года кафедра современной зарубежной философии.
30 марта 2009 года учёный совет СПбГУ постановил на основе факультета философии и политологии создать факультет политологии и философский факультет. В 2010 году специалисты факультета (заведующий кафедрой этики В. Ю. Перов) отказались участвовать в разработке курса Основы светской этики. В 2011 году на факультете на базе существовавшего с 2000 года Центра библеистики и иудаики была создана кафедра еврейской культуры.

## Дни петербургской философии
Ежегодно в 20-х числах ноября на факультете проводятся Дни философии в Петербурге: это мероприятие международного значения, собирающее деятелей в области философии и смежных дисциплин. Данное мероприятие представляет собой несколько параллельно идущих конференций различной тематики.

## Кафедры
В состав факультета входят 15 кафедр:
| Название                                 | Дата создания | Заведующий кафедрой | Сайт                                                          | Примечания |
| ---------------------------------------- | ------------- | ------------------- | ------------------------------------------------------------- | --- |
| Онтологии и теории познания              | 1939          | Докучаев И. И.      |                                                               | Возникла как кафедра диалектического и исторического материализма (спец. 09.00.01), онтологическое направление начала приобретать при Тугаринове в 1950-е гг., современное название с 1989 года |
| Истории философии                        | 1939          | Осипов И. Д.        | Архивная копия от 13 июня 2015 на Wayback Machine             | |
| Логики                                   | 1947          | Микиртумов И. Б.    |                                                               | |
| Эстетики и философии культуры            | 1960          | Соколов Б. Г.       |                                                               | Возникла как кафедра этики и эстетики |
| Социальной философии и философии истории | 1962 или 1969 | Соколов А. М.       |                                                               | Возникла как кафедра исторического материализма |
| Философии религии и религиоведения       | 1983          | Шахнович М. М.      |                                                               | Возникла как кафедра истории и теории атеизма, 1989—1998 кафедра истории и философии религии |
| Истории русской философии                | 1990          | Замалеев А. Ф.      |                                                               | |
| Философии науки и техники                | 1991          | Разеев Д. Н         |                                                               | |
| Философской антропологии                 | 1993          | Ларионов И. Ю.      | Архивный сайт Архивная копия от 3 мая 2015 на Wayback Machine | |
| Русской философии и культуры             | 1997          | Соколов Е. Г.       | [ 13 ]                                                        | |
| Философии и культурологии Востока        | 1998          | Туманян Т. Г.       |                                                               | |
| Конфликтологии                           | 1999          | Стребков А. И.      |                                                               | |
| Музейного дела и охраны памятников       | 2004          | Пиотровский М. Б.   |                                                               | |
| Этики                                    | 2007          | Перов В. Ю.         |                                                               | |
| Кафедра еврейской культуры               | 2011          | Тантлевский И. Р.   |                                                               | |

## Деканы
- И. М. Широков (1940)
- член-корр. АН СССР Б. А. Чагин (1940—1941)[14]
- д.и.н. М. В. Серебряков (1941—1948)
- к.филос.н. Д. М. Михайлин (1949—1951)
- д.филос.н. В. П. Тугаринов (1951—1960)
- д.филос.н. В. П. Рожин (1961—1970)
- д.филос.н. В. Г. Марахов (1970—1978)
- д.филос.н. В. Д. Комаров (1978—1979, и. о.)
- д.филос.н. А. А. Федосеев (1979—1984)
- д.филос.н. Ю. В. Перов (1984—1989)
- д.филос.н. Ю. Н. Солонин (1989—2010)
- д.филос.н. С. И. Дудник (2010—2021)
- д.филос.н. Н. В. Кузнецов (с 2021)

## Научно-исследовательские центры
На факультете инициативными группами под руководством ведущих учёных созданы и действуют научно-исследовательские центры:
- Центр медиафилософии — руководитель центра д.ф.н. проф. В. В. Савчук.
- Центр изучения культуры факультета философии СПбГУ[15] — руководитель центра д.ф.н. Е. Э. Сурова

## Спорт
На факультете создана команда по регби-7, выступающая в первенстве города.